# Díon-Ólympos
Le dème de Díon-Ólympos, en grec moderne : Δήμος Δίου-Ολύμπου / Dímos Díou-Olýmpou, est un dème du district régional de Piérie, en Macédoine-Centrale, Grèce. Il résulte de la fusion, en 2010, des dèmes de Dion, de Litóchoro et de l'Olympe oriental.
Selon le recensement de 2011, la population du dème compte 25 668 habitants.